# Sphaerostephanos pseudomegaphyllus
Sphaerostephanos pseudomegaphyllus är en kärrbräkenväxtart som först beskrevs av Cornelis Rugier Willem Karel van Alderwerelt van Rosenburgh, och fick sitt nu gällande namn av Holtt. Sphaerostephanos pseudomegaphyllus ingår i släktet Sphaerostephanos och familjen Thelypteridaceae. Inga underarter finns listade.